# Tadrina Hocking
Pour les articles homonymes, voir Hocking (homonymie).
Tadrina Hocking est une actrice française née le 21 octobre 1977 à Paris [réf. nécessaire].

## Biographie
Elle intègre à l'âge de 20 ans École du Théâtre National de Chaillot et commence une carrière de comédienne au théâtre en 2002.

## Filmographie

### Cinéma

#### Longs métrages
- 2001 : Betty Fisher et autres histoires vendeuse
- 2005 : Je vous trouve très beau : Nicole
- 2007 : Enfin veuve : Brigitte
- 2007 : Scorpion :  sœur de Virginie
- 2010 : Donnant donnant : Mme Lebrun
- 2020 : Hors du monde de Marc Fouchard : mère maltraitante
- 2020 : Police : Gynécologue

#### Courts métrages
- 2007 : La 17ème marche cascadeuse
- 2010 : Le miracle de la vie Tad
- 2013 : Délicate Gravité réceptionniste
- 2017 : La Nullipare Stella

### Télévision

#### Séries télévisées
- 1999 : Avocats et Associés : Sophie
- 2004 : S.O.S. 18 : Dom
- 2006 : Préjudices : Mathilde Armani
- 2009 : Seconde chance : Carole
- 2010 : Interpol : Cécile
- 2010 : Les Bleus : Premiers pas dans la police : Catherine Duroy
- 2010 : Marion Mazzano : (IGPN 2)
- 2011 : Un flic : Vanessa
- 2012 : Les hommes de l'ombre : Assistante Deleuvre
- 2013 : Section de recherches : Sophie Gaillac
- 2016 : Le juge est une femme : Anne Morin
- 2016 : Léo Mattéï, Brigade des mineurs : Élodie Mauroy
- 2019 : Munch : Julie Barratier
- 2021 : Dolorès, la malédiction du pull-over rouge : petite amie de Jean-Baptiste Rambla

#### Téléfilms
- 2004 : Qui mange quand? : Alizée
- 2010 : Le Pot de colle : Élodie
- 2011 : Hiver rouge : Flic
- 2016 : Lanester: Memento Mori : Cécile Arnault

## Radio
- 2013 : Direction d'acteur - Feuilleton radiophonique La malédiction des trois corbeaux (Gérard Miller, Coralie Miller et Nicolas Terrier).